# Draft de l'NBA del 1967
El Draft de l'NBA de 1967 va veure com alguns dels noms més destacats del bàsquet modern apareixien entre les primeres 19 posicions, com Pat Riley, entrenador de Miami Heat, amb qui va guanyar el campionat la temporada 2005-06, o el 9 vegades campió de l'NBA, Phil Jackson, actual entrenador de Los Angeles Lakers. També es va escollir en el draft a Earl Monroe (Earl "The Pearl"), que guanyaria el títol posteriorment amb els New York Knicks.

## Primera ronda
|  | = All-Star     |
|  | = Hall of Fame |

| Posició | Jugador           | Nacionalitat | Equip de l'NBA         | Origen (Universitat/club) |
| ------- | ----------------- | ------------ | ---------------------- | ------------------------- |
| 1       | Jimmy Walker (G)  | Estats Units | Detroit Pistons        | Providence                |
| 2       | Earl Monroe (G)   | Estats Units | Baltimore Bullets      | Winston-Salem             |
| 3       | Clem Haskins (G)  | Estats Units | Chicago Bulls          | Western Kentucky          |
| 4       | Sonny Dove (F)    | Estats Units | Detroit Pistons        | St. John's                |
| 5       | Walt Frazier (G)  | Estats Units | New York Knicks        | Southern Illinois         |
| 6       | Al Tucker (F)     | Estats Units | Seattle SuperSonics    | Oklahoma Baptist          |
| 7       | Pat Riley (G)     | Estats Units | San Diego Rockets      | Kentucky                  |
| 8       | Tom Workman (F)   | Estats Units | St. Louis Hawks        | Seattle                   |
| 9       | Mel Daniels (C)   | Estats Units | Cincinnati Royals      | New Mexico                |
| 10      | Dave Lattin (F)   | Estats Units | San Francisco Warriors | UTEP                      |
| 11      | Mal Graham (G)    | Estats Units | Boston Celtics         | NYU                       |
| 12      | Craig Raymond (C) | Estats Units | Philadelphia 76ers     | Brigham Young             |

## Segona ronda
| Posició | Jugador            | Nacionalitat | Equip de l'NBA      | Origen (Universitat/club) |
| ------- | ------------------ | ------------ | ------------------- | ------------------------- |
| 13      | Jimmy Jones (G)    | Estats Units | Baltimore Bullets   | Grambling                 |
| 14      | Steve Sullivan     | Estats Units | Detroit Pistons     | Georgetown                |
| 15      | Byron Beck (C)     | Estats Units | Chicago Bulls       | Denver                    |
| 16      | Randy Mahaffey (F) | Estats Units | Los Angeles Lakers  | Clemson                   |
| 17      | Phil Jackson (F)   | Estats Units | New York Knicks     | North Dakota              |
| 18      | Bob Netolicky (F)  | Estats Units | San Diego Rockets   | Drake                     |
| 19      | Bob Rule (C)       | Estats Units | Seattle SuperSonics | Colorado State            |